# Serhiy Kot
Serhiy Ivanovitch Kot ( (uk) : Сергій Іванович Кот ; 22 juin 1958 - 28 mars 2022) est un historien ukrainien. Chercheur principal à l'Institut d'histoire de l'Ukraine de l'Académie nationale des sciences d'Ukraine, il s'est concentré sur la préservation des biens historiques et culturels, l'histoire de la conservation et des travaux funéraires en Ukraine, et le retour et la restitution des biens culturels. Il a été membre du conseil d'administration du musée d'histoire et a reçu le titre de travailleur culturel méritant d'Ukraine.

## Biographie
Serhiy Ivanovitch Kot, plus connu comme Serhiy Kot est né à Kiev en 1958,. Il est diplômé de la Faculté d'histoire et de pédagogie de l'Institut pédagogique d'État de Kiev en 1980,. En 1990, il est promu au doctorat d'histoire, avec une thèse intitulée Охорона пам'яток історії та культури в Українській РСР (1943-поч. 60-х рр.) (traduction : Conservation des monuments historiques et culturels dans la République socialiste soviétique d'Ukraine (1943-après les années 1960)). Kot a été habilité en histoire en 2021. Les thème de sa thèse de d'habilitation porte sur Retour et restitution des valeurs culturelles dans la vie politique et culturelle de l'Ukraine (XXe-début XXIe siècle).

### Académie nationale des sciences d'Ukraine
Kot a travaillé à l'Institut d'histoire de l'Ukraine de l'Académie nationale des sciences d'Ukraine. Il est devenu chef du Centre d'étude des problèmes du retour et de la restitution des trésors culturels en 1999,,, poste qu'il a occupé sa vie durant. Dans ses recherches, il s'est concentré sur la préservation du patrimoine historique et culturel, l'histoire de l'établissement de la conservation du patrimoine ukrainien, le retour et la restitution des biens culturels. À partir de 2006, il est également « chercheur principal » au Centre d'histoire et de culture ukrainiennes. il est même promu à la tête de ce département en 2012. Il obtient une bourse Fulbright pour faire des recherches de mars à juin 2009 sur la politique américaine de restitution des valeurs culturelles après la Seconde Guerre mondiale. De 2013 à sa mort, Kot dirige le Centre d'étude du patrimoine historique et culturel de l'Ukraine à l'Académie nationale des sciences . En 2020, il joue un rôle déterminant dans la demande de restitution d'un tableau de Lucas Cranach l'Ancien, un Diptyque d'Adam et Ève illégalement emmené à Saint-Pétersbourg et maintenant au Norton Simon Museum de Pasadena, en Ukraine.

### Autres fonctions
En 1999 et 2000, Kot est membre d'un groupe du Conseil suprême ukrainien pour la culture et la spiritualité. Ce groupe a préparé un projet de loi "sur la protection du patrimoine culturel" et l'a soumis le 8 juin 2000 ; il a rédigé 35 amendements et formules rédactionnels qui ont été inclus dans le texte de la loi.
À partir de 2009, il est membre de la branche ukrainienne de l'ICOMOS. Depuis 2010, il est rédacteur en chef du magazine State Development. Depuis 2015 - membre du comité de rédaction, depuis 2016 - rédacteur en chef du journal Ukrainian Slovo - Litavry.
Kot a été directeur adjoint du comité de rédaction du Musée national de l'histoire de l'Ukraine à partir de 2012. De 2013 jusqu'à sa mort, il est membre du conseil scientifique du sanctuaire national "Sophia de Kiev". Il était à la tête du conseil d'administration de la fondation pour l'œuvre littéraire d'Oleh Oljytch. Il a reçu le titre de travailleur culturel méritant d'Ukraine.
Kot est décédé à Iziaslav le 28 mars 2022, à 63 ans,,.

## Publications
Les publications de Kot comprennent un livre de 1989 sur l'histoire locale en RSS d'Ukraine et des livres sur les biens culturels ukrainiennes en Russie et les problèmes de leur retour dans le contexte de l'histoire et du droit, publiés en 1996 et 1998. Il a préparé un livre paru dans 2006 à Londres et Kiev : Lancelot Lawton, Ukrainian Question. Ланцелот Лоутон Украiнське питання. Cet ouvrage est un recueil d'articles du journaliste britannique Lancelot Lawton sur le statut de l'Ukraine dans les années 1930; Kot a passé deux années à retracer les articles originaux de Lawton, conservés par la Librairie du Congrès aux États-Unis. En 2010, il publie des recherches sur le destin et le statut juridique des pièces d'une exposition itinérante de 1941 du Musée d'État de Crimée, tenue dans les musées de Crimée.
Il a écrit des ouvrages scientifiques sur l'histoire du mouvement révolutionnaire national, la région de Bucovine et le massacre de Babyn Yar.

## Prix et récompenses
- 1988 Insigne du ministère de l'Éducation de la RSS d'Ukraine "Excellence de l'éducation nationale".
- 1998 Remerciements du Ministère de la Culture et des Arts d'Ukraine. Pour une contribution significative au développement de l'histoire locale.
- 2001 Ordre du Saint Prince Volodymyr III. Diplôme de l'Église orthodoxe ukrainienne du Patriarcat de Kiev. Pour ses services au renouveau de la spiritualité en Ukraine et à l'établissement de l'Église orthodoxe ukrainienne locale.
- 2007 Prix honorifique du Ministère de la culture et du tourisme d'Ukraine "Pour les réalisations dans le développement de la culture et de l'art".
- 2008 Mention d'Honneur du Ministère de la Famille, de la Jeunesse et des Sports d'Ukraine.
- 2010 Remerciements du Ministère de la Culture d'Ukraine. Pour une contribution personnelle significative à la préservation et au retour des valeurs culturelles en Ukraine, un grand professionnalisme, de nombreuses années de travail fructueux.
- 2011 Prix honorifique du Ministère de la culture et du tourisme de l'Ukraine "Pour les réalisations dans le développement de la culture et de l'art".
- 2015 Lauréat du prix nommé d'après Dmytro Yavornytskyi de l'Union nationale des historiens locaux d'Ukraine.